# Muntiacus feae
O muntíaco-de-fea (Muntiacus feae), ou muntíaco-de-tenasserim, é uma espécie rara de cervídeo. É semelhante, em tamanho, ao muntíaco-comum. Os adultos possuem massa corporal de 18 a 21 kg. É diurno e solitário. Habita matas de folha persistente e matas de arbustos. Se alimenta de gramíneas, folhas novas e brotos. As filhas costumam dar à luz em florestas densas. Posteriormente, mantêm seus filhotes lá escondidos até que possam viajar com a mãe.

## Etimologia
Foi nomeado em homenagem a Leonardo Fea.
Seu outro nome comum provém das Colinas de Tenasserin, entre a Tailândia e a Birmânia.